# Remschoß
Remschoß ist ein Ortsteil der Gemeinde Neunkirchen-Seelscheid im Rhein-Sieg-Kreis.

## Lage
Remschoß liegt auf einem Bergrücken im Bergischen Land und ist der südlichste Ortsteil der Gemeinde. Nachbarorte sind Wolperath-Wiescheid und Birken im Norden, Heisterschoß im Süden und Pinn im Westen.

## Name
Die Namensendung -schoß stammt aus dem ripuarischen und bedeutet so viel wie Vorsprung.

## Geschichte
Das Dorf gehörte bis 1969 zur Gemeinde Neunkirchen.
1830 hatte der Weiler Remschoß 96 Einwohner. 1845 hatte das Dorf 128 katholische Einwohner in 23 Häusern. 1888 gab es 90 Bewohner in 18 Häusern.
1901 hatte der Weiler 88 Einwohner. Verzeichnet sind die Familien Ackerer Conrad Kaufmann, Ackerer Josef Kolf, Ackerer Henrich Kramer, Ackerer Peter Ley, Ackerer Stephan Mahlberg, Zimmerer Wilhelm Nüchel, Branntweinbrenner Heinrich Albert Oberdieffer, Rentnerin Wilhelmine Oberdieffer, Ackerer Heinrich Orth, Ackerer Heinrich Josef Rosauer, Stellmacher Johann Peter Schmitz, Ackerer Heinrich Schneider, Ackerer Wilhelm Walterscheid und Ackerer Paul Wurthscheid.
Schönfeld (Neunkirchen-Seelscheid) auf der westlichen Seite der Hennefer Straße gehört heute zur Ortslage.